# Syndiamesa polaris
Syndiamesa polaris är en tvåvingeart som först beskrevs av Jean-Jacques Kieffer 1926.  Syndiamesa polaris ingår i släktet Syndiamesa och familjen fjädermyggor.
Artens utbredningsområde är Northwest Territories, Kanada. Inga underarter finns listade i Catalogue of Life.